# Upplands runinskrifter 967
U 967 är ett vikingatida runstensfragment av gråröd granit i Vaksala kyrka, Vaksala socken och Uppsala kommun.
Runstensfragmentet är 0,6x0,5 m stort och 0,2 m tjockt. Runhöjd är 9-10 cm.

## Inskriften
Translitterering av runraden:
-au... ...fti(r) : faþur (s)in : ku-... ...-...
Normalisering till runsvenska:
... [æ]ftiʀ faður sinn ... ...
Översättning till nusvenska:
... efter sin fader ...
Attribuering till Öpir bygger på ristningsteknik med djupt huggna runor och svaga kantlinjer. Magnus Källström påpekar dock att inte U 967 och U 971 utan egentligen U 970 och U 974 kan attribueras till Öpir på grund av saknade kantlinjer. U 970 och U 974 preliminärt numrerades av Wessén som U 967 och U 971, som skapade förvirring.